# Aulacodes intensa
Aulacodes intensa là một loài bướm đêm trong họ Crambidae.